# End-of-year Internationals 2024
Die End-of-year Internationals 2024 (auch als Autumn Internationals 2024 bezeichnet) waren eine vom 26. Oktober bis zum 30. November 2024 stattfindende Serie von internationalen Rugby-Union-Spielen zwischen Mannschaften der ersten, zweiten und dritten Stärkeklasse. Die Ergebnisse wirkten sich auf die World-Rugby-Weltrangliste aus.
Die von den Mannschaften der Six Nations ausgetragenen Spiele wurden zu Marketingzwecken als Autumn Nations Series bezeichnet.

## Ergebnisse

### Wochen 1 und 2
| 26. Oktober 2024 14:50 JST | Japan                                                                                                  | 19 : 64         | Neuseeland | Nissan-Stadion, Yokohama Zuschauer: 65.000 Schiedsrichter: Jordan Way (Australien) |
| 26. Oktober 2024 14:50 JST | Versuche: Naikabula 4. erh. Makisi 17. n.erh. Helu 68. erh. Erhöhungen: Tatekawa (1/2) Matsunaga (1/1) | (12:43) Bericht | Versuche: Teleʻa 11. erh. Tuipulotu 14. erh. Proctor 20. n.erh. Cane 23. n.erh. Finau 30. n.erh. Tosi 33. erh. Williams 39. erh. Roigard 43. erh. Love (2) 77. erh., 80. erh. Erhöhungen: McKenzie (7/10) | Nissan-Stadion, Yokohama Zuschauer: 65.000 Schiedsrichter: Jordan Way (Australien) |

| 2. November 2024 14:50 JST | England                                                                                                | 22 : 24         | Neuseeland | Twickenham Stadium, London Zuschauer: 81.910 Schiedsrichter: Angus Gardner (Australien) |
| 2. November 2024 14:50 JST | Versuche: Feyi-Waboso 43. erh. Erhöhungen: Smith (1/1) Straftritte: Smith (5/5) 4., 12., 30., 36., 59. | (12:14) Bericht | Versuche: Teleʻa (2) 8. erh., 75. erh. Jordan 27. erh. Erhöhungen: B. Barrett (2/2) McKenzie (1/1) Straftritte: McKenzie (1/1) 66. | Twickenham Stadium, London Zuschauer: 81.910 Schiedsrichter: Angus Gardner (Australien) |

Anmerkung:
- Neuseeland verteidigte den Hillary Shield.

| 2. November 2024 17:40 WEZ (UTC±0) | Schottland | 57 : 17         | Fidschi | Murrayfield Stadium, Edinburgh Zuschauer: 67.144 Schiedsrichter: Craig Evans (Wales) |
| 2. November 2024 17:40 WEZ (UTC±0) | Versuche: Rowe 9. erh. Graham (4) 14. erh., 17. n.erh., 52. erh., 61. erh. Jones (2) 20. erh., 78. erh. van der Merwe 71. erh. Erhöhungen: Hastings (7/8) Straftritte: Hastings (1/1) 36. | (29:12) Bericht | Versuche: Armstrong-Ravula 33. n.erh. Derenalagi 40.+4 n.erh. Ikanivere 48. erh. Erhöhungen: Armstrong-Ravula (1/1) | Murrayfield Stadium, Edinburgh Zuschauer: 67.144 Schiedsrichter: Craig Evans (Wales) |

Anmerkung:
- Dies war der bisher deutlichste Sieg der Schotten über die Fidschianer.

| 2. November 2024 20:00 MEZ (UTC+1) | Belgien | 48 : 7 | Schweiz | Stade Charles Tondreau, Mons Schiedsrichter: Alex Frasson (Italien) |
| 2. November 2024 20:00 MEZ (UTC+1) | Bericht |        |         | Stade Charles Tondreau, Mons Schiedsrichter: Alex Frasson (Italien) |

### Woche 3
| 5. November 2024 19:30 GST (UTC+4) | Vereinigte Arabische Emirate                                                                                               | 22 : 62        | Simbabwe | The Sevens Stadium, Dubai Schiedsrichter: Morgan White (Hongkong) |
| 5. November 2024 19:30 GST (UTC+4) | Versuche: Davetwalu 45. n.erh. Ferguson 61. erh. Strafversuch 77. Erhöhungen: Kennedy (1/1) Straftritte: Snetler (1/2) 33. | (3:36) Bericht | Versuche: Strafversuch 14. Muzanargwo 20. erh. Mudariki (2) 30. erh., 40. erh. Sigauke (3) 36. n.erh., 66. erh., 69. erh. Gurwe 65. erh. Mudzekenyedzi 71. erh. Erhöhungen: Prior (6/8) Straftritte: Prior (1/1) 2. | The Sevens Stadium, Dubai Schiedsrichter: Morgan White (Hongkong) |

| 8. November 2024 20:10 WEZ (UTC±0) | Irland                                                                                        | 13 : 23       | Neuseeland                                                                          | Aviva Stadium, Dublin Zuschauer: 51.700 Schiedsrichter: Nic Berry (Australien) |
| 8. November 2024 20:10 WEZ (UTC±0) | Versuche: van der Flier 42. erh. Erhöhungen: Crowley (1/1) Straftritte: Crowley (2/2) 7., 39. | (6:9) Bericht | Versuche: Jordan 68. n.erh. Straftritte: McKenzie (6/7) 9., 28., 37., 48., 61., 64. | Aviva Stadium, Dublin Zuschauer: 51.700 Schiedsrichter: Nic Berry (Australien) |

| 9. November 2024 16:00 HKT (UTC+8) | Hongkong                                                                                | 10 : 23         | Brasilien                                                                             | Hong Kong Football Club Stadium, Happy Valley Schiedsrichter: Reuben Keane (Australien) |
| 9. November 2024 16:00 HKT (UTC+8) | Versuche: Worley 29. erh. Erhöhungen: de Thierry (1/1) Straftritte: de Thierry (1/1) 4. | (10:17) Bericht | Versuche: Ferreira 37. n.erh. Straftritte: Tranquez (6/6) 8., 13., 27., 33., 42., 63. | Hong Kong Football Club Stadium, Happy Valley Schiedsrichter: Reuben Keane (Australien) |

| 9. November 2024 13:00 OEZ (UTC+2) | Kanada                                                              | 14 : 44        | Chile | Stadionul Arcul de Triumf, Bukarest Schiedsrichter: Angus Mabey (Neuseeland) |
| 9. November 2024 13:00 OEZ (UTC+2) | Versuche: Rumball 77. n.erh. Straftritte: Nelson (3/3) 5., 10., 40. | (9:19) Bericht | Versuche: Game 1. n.erh. Martínez 12. erh. M. Garafulic 26. erh. B. Videla 50. erh. Saavedra 50. n.erh. N. Garafulic (2) 54. n.erh., 57. n.erh. Erhöhungen: Videla (3/7) Straftritte: Videla (1/1) 66. | Stadionul Arcul de Triumf, Bukarest Schiedsrichter: Angus Mabey (Neuseeland) |

Anmerkung:
- Dies war der bisher deutlichste Sieg der Chilenen über Kanada; ebenso gewannen sie erstmals zwei Spiele in Folge gegen diese Mannschaft.

| 26. Oktober 2024 12:45 MEZ (UTC+1) | Spanien | 33 : 24        | Uruguay                                                                                   | Estadio Nacional Complutense, Madrid Schiedsrichter: Eoghan Cross (Irland) |
| 26. Oktober 2024 12:45 MEZ (UTC+1) | Versuche: Minguillon 2. n.erh. Cian 18. n.erh. Aurrekoetxea (2) 27. erh., 38. erh. Erhöhungen: Vineusa (2/4) Straftritte: Vineusa (3/3) 54., 63., 77. | (24:7) Bericht | Versuche: Strafversuch 40. Pujadas 42. erh. Aliaga 59. erh. Erhöhungen: Álvarez (1/1) 77. | Estadio Nacional Complutense, Madrid Schiedsrichter: Eoghan Cross (Irland) |

| 9. November 2024 16:00 EAT (UTC+3) | Kenia   | 27 : 25 | Uganda | RFUEA Ground, Nairobi Schiedsrichter: Tinashe Kamwenje (Simbabwe) |
| 9. November 2024 16:00 EAT (UTC+3) | Bericht |         |        | RFUEA Ground, Nairobi Schiedsrichter: Tinashe Kamwenje (Simbabwe) |

| 9. November 2024 15:10 WEZ (UTC±0) | England | 37 : 42         | Australien | Twickenham Stadium, London Zuschauer: 81.329 Schiedsrichter: Ben O’Keeffe (Neuseeland) |
| 9. November 2024 15:10 WEZ (UTC±0) | Versuche: Cunningham-South (2) 4. n.erh., 11. erh. Sleightholme (2) 56. n.erh., 67. erh. Itoje 77. erh. Erhöhungen: Smith (3/5) Straftritte: Smith (2/2) 19., 30. | (18:20) Bericht | Versuche: Wright 26. erh. Wilson 33. erh. Williams 49. n.erh. Kellaway 77. erh. Jorgensen 80.+3 erh. Erhöhungen: Lolesio (2/3) Donaldson (2/2) Straftritte: Lolesio (3/3) 9., 40.+1, 52. | Twickenham Stadium, London Zuschauer: 81.329 Schiedsrichter: Ben O’Keeffe (Neuseeland) |

Anmerkung:
- Erstmals seit der WM 2015 siegten die Australier auswärts gegen England; außerdem holten sie sich erstmals seit 2012 die Ella-Mobbs Trophy zurück.[1]

| 9. November 2024 18:00 OEZ (UTC+2) | Rumänien | 25 : 15        | Tonga | Stadionul Arcul de Triumf, Bukarest Schiedsrichter: Gianluca Gnecchi (Italien) |
| 9. November 2024 18:00 OEZ (UTC+2) | Versuche: Boboc 27. n.erh. Vaovasa 51. n.erh. Straftritte: Conache (4/4) 9., 45., 60., 69. Rupanu (1/1) 77. | (8:12) Bericht | Versuche: Tapueluelu 5. n.erh. Filimone 14. erh. Erhöhungen: Pellegrini (1/2) Straftritte: Pellegrini (1/1) 42. | Stadionul Arcul de Triumf, Bukarest Schiedsrichter: Gianluca Gnecchi (Italien) |

| 9. November 2024 16:00 WEZ (UTC±0) | Portugal                                                                                     | 17 : 21         | Vereinigte Staaten                                                                       | Estádio Cidade de Coimbra, Coimbra Schiedsrichter: Sam Grove-White (Schottland) |
| 9. November 2024 16:00 WEZ (UTC±0) | Versuche: Storti 26. erh. Lima 62. erh. Erhöhungen: Aubry (2/2) Straftritte: Aubry (1/1) 12. | (10:14) Bericht | Versuche: Ryan 16. erh. Augspurger 34. erh. Pifeleti 77. erh. Erhöhungen: MacGinty (3/3) | Estádio Cidade de Coimbra, Coimbra Schiedsrichter: Sam Grove-White (Schottland) |

| 9. November 2024 18:40 MEZ (UTC+1) | Italien                                                                            | 18 : 50         | Argentinien | Stadio Friuli, Udine Zuschauer: 22.358 Schiedsrichter: Matthew Carley (England) |
| 9. November 2024 18:40 MEZ (UTC+1) | Versuche: Strafversuch 32. Nicotera 68. n.erh. Straftritte: Allan (2/2) 40.+3, 42. | (10:17) Bericht | Versuche: Mallía 10. erh. Bertranou 28. erh. Sclavi 48. erh. Albornoz 56. erh. Cordero 65. n.erh. Alemanno 72. erh. Delguy 77. erh. Erhöhungen: Albornoz (6/7) Straftritte: Albornoz (1/1) 3. | Stadio Friuli, Udine Zuschauer: 22.358 Schiedsrichter: Matthew Carley (England) |

| 9. November 2024 21:10 MEZ (UTC+1) | Frankreich | 52 : 12        | Japan                                                                 | Stade de France, Saint-Denis Schiedsrichter: Damian Schneider (Argentinien) |
| 9. November 2024 21:10 MEZ (UTC+1) | Versuche: Bielle-Biarrey (2) 3. n.erh., 27. erh. Gailleton 9. erh. Roumat 18. erh. Mauvaka 33. n.erh. Gros 41. erh. Boudehent (2) 53. erh., 64. erh. Erhöhungen: Ramos (6/8) | (31:0) Bericht | Versuche: Tatekawa 49. erh. Tatafu 60. n.erh. Erhöhungen: Saitō (1/1) | Stade de France, Saint-Denis Schiedsrichter: Damian Schneider (Argentinien) |

Anmerkung:
- Grégory Alldritt bestritt sein 50. Test Match für Frankreich.[2]

| 10. November 2024 14:00 MEZ (UTC+1) | Georgien                                                                                   | 13 : 31         | All Blacks XV | GGL Stadium, Montpellier Schiedsrichter: Jordan Way (Australien) |
| 10. November 2024 14:00 MEZ (UTC+1) | Versuche: Karkadse 8. erh. Erhöhungen: Matkawa (1/1) Straftritte: Matkawa (2/2) 28., 40.+2 | (13:19) Bericht | Versuche: Eklund (2) 14. erh., 42. n.erh. McLeod 24. n.erh. Christie 33. erh. Slater 67. n.erh. Erhöhungen: Jacomb (3/5) | GGL Stadium, Montpellier Schiedsrichter: Jordan Way (Australien) |

| 10. November 2024 13:40 WEZ (UTC±0) | Wales                                                                                 | 19 : 24         | Fidschi | Millennium Stadium, Cardiff Zuschauer: 61.587 Schiedsrichter: Luc Ramos (Frankreich) |
| 10. November 2024 13:40 WEZ (UTC±0) | Versuche: Murray 8. erh. Strafversuch 19. Bevan 66. n.erh. Erhöhungen: Anscombe (1/1) | (14:10) Bericht | Versuche: Muntz 24. erh. Tuisova 60. n.erh. Erhöhungen: Muntz (1/2) Straftritte: Muntz (4/4) 12., 43., 49., 75. | Millennium Stadium, Cardiff Zuschauer: 61.587 Schiedsrichter: Luc Ramos (Frankreich) |

Anmerkungen:
- Den Fidschianern gelang erstmals überhaupt ein Auswärtssieg über die Waliser.[3]
- Wales verlor zum zehnten Mal in Folge ein Test Match und egalisierte damit die bisher schlechteste Serie aus den Jahren 2002/03.[4]

| 10. November 2024 14:50 JST | Schottland                                         | 15 : 32        | Südafrika | Murrayfield Stadium, Edinburgh Zuschauer: 67.144 Schiedsrichter: Christophe Ridley (England) |
| 10. November 2024 14:50 JST | Straftritte: Russell (5/5) 16., 21., 32., 43., 60. | (9:19) Bericht | Versuche: Mapimpi (2) 3. n.erh., 34. erh. du Toit 29. erh. Wiese 79. erh. Erhöhungen: Pollard (3/4) Straftritte: Pollard (2/2) 64., 73. | Murrayfield Stadium, Edinburgh Zuschauer: 67.144 Schiedsrichter: Christophe Ridley (England) |

Anmerkung:
- Kwagga Smith bestritt sein 50. Test Match für Südafrika.[5]

### Woche 4
| 15. November 2024 20:10 WEZ (UTC±0) | Irland | 22 : 19        | Argentinien                                                                                         | Aviva Stadium, Dublin Zuschauer: 51.700 Schiedsrichter: Paul Williams (Neuseeland) |
| 15. November 2024 20:10 WEZ (UTC±0) | Versuche: Crowley 3. erh. Hansen 5. n.erh. McCarthy 31. erh. Erhöhungen: Crowley (2/3) Dropgoals: Crowley (1/1) 20. | (22:9) Bericht | Versuche: Mallía 44. erh. Erhöhungen: Albornoz (1/1) Straftritte: Albornoz (4/4) 11., 17., 25., 50. | Aviva Stadium, Dublin Zuschauer: 51.700 Schiedsrichter: Paul Williams (Neuseeland) |

Anmerkungen:
- Irland verteidigte den Admiral Brown Cup.
- Cian Healy bestritt sein 133. Test Match für Irland und egalisierte damit die Bestmarke von Brian O’Driscoll.[6]

| 16. November 2024 16:00 KST (UTC+9) | Südkorea | 22 : 27 | Simbabwe | Namdong-Rugby-Stadion, Incheon Schiedsrichter: Koki Yamauchi (Japan) |
| 16. November 2024 16:00 KST (UTC+9) | Bericht  |         |          | Namdong-Rugby-Stadion, Incheon Schiedsrichter: Koki Yamauchi (Japan) |

| 16. November 2024 16:00 HKT (UTC+8) | Hongkong | 38 : 17        | Brasilien                                                                                        | Kai Tak Sports Park, Kowloon Schiedsrichter: Katsuki Furuse (Japan) |
| 16. November 2024 16:00 HKT (UTC+8) | Versuche: Shing 5. erh. Spanton 55. erh. Axten-Burrett 66. erh. Worley 75. n.erh. Erhöhungen: de Thierry (3/4) Straftritte: de Thierry (4/4) 26., 39., 42., 54. | (11:7) Bericht | Versuche: Bastardie 30. erh. Bastardie 34. n.erh. Ferreira 47. n.erh. Erhöhungen: Tranquez (1/3) | Kai Tak Sports Park, Kowloon Schiedsrichter: Katsuki Furuse (Japan) |

| 16. November 2024 15:30 GST (UTC+4) | Vereinigte Arabische Emirate                                                                             | 20 : 26        | Deutschland                                                                                            | The Sevens Stadium, Dubai Schiedsrichter: Ibuki Tetsuka (Japan) |
| 16. November 2024 15:30 GST (UTC+4) | Versuche: Naisau 15. erh. Kennedy 50. erh. Erhöhungen: Kennedy (2/2) Straftritte: Kennedy (2/2) 38., 43. | (8:14) Bericht | Versuche: Lammers (2) 23. erh., 60. n.erh. Hacker 40. erh. Henn 47. erh. Erhöhungen: Klewinghaus (3/4) | The Sevens Stadium, Dubai Schiedsrichter: Ibuki Tetsuka (Japan) |

Anmerkung:
- Dies war die erste Begegnung zwischen beiden Mannschaften.

| 16. November 2024 16:00 EAT (UTC+3) | Uganda  | 5 : 21 | Kenia | Kings Park Arena, Kampala |
| 16. November 2024 16:00 EAT (UTC+3) | Bericht |        |       | Kings Park Arena, Kampala |

| 16. November 2024 14:00 MEZ (UTC+1) | Niederlande                                                                                                 | 20 : 17        | Chile                                                                                              | NRCA, Amsterdam Schiedsrichter: Jérémy Rozier (Frankreich) |
| 16. November 2024 14:00 MEZ (UTC+1) | Versuche: van der Avoird (2) 63. erh., 68. erh. Erhöhungen: Meijer (2/2) Straftritte: Meijer (2/3) 10., 16. | (6:10) Bericht | Versuche: Tchimino 40. erh. Escobar 73. erh. Erhöhungen: Videla (2/2) Straftritte: Videla (1/1) 5. | NRCA, Amsterdam Schiedsrichter: Jérémy Rozier (Frankreich) |

Anmerkung:
- Dies war die erste Begegnung zwischen beiden Mannschaften.

| 16. November 2024 14:50 JST | Japan | 36 : 20         | Uruguay                                                                                                | Chambéry Savoie Stadium, Chambéry Schiedsrichter: Christophe Ridley (England) |
| 16. November 2024 14:50 JST | Versuche: Himeno 10. n.erh. Hamano 32. erh. Shimokawa 36. n.erh. Naikabula 52. n.erh. Riley 78. erh. Erhöhungen: Saitō (1/2) Straftritte: Matsunaga (2/2) 21., 60. Saitō (1/2) 69. | (18:13) Bericht | Versuche: Diana 7. erh. Bianchi 44. erh. Erhöhungen: Álvarez (2/2) Straftritte: Álvarez (2/2) 20., 40. | Chambéry Savoie Stadium, Chambéry Schiedsrichter: Christophe Ridley (England) |

| 16. November 2024 15:00 MEZ (UTC+1) | Spanien                                                                        | 19 : 33        | Fidschi | Estadio José Zorrilla, Valladolid Zuschauer: 16.500 Schiedsrichter: Morné Ferreira (Südafrika) |
| 16. November 2024 15:00 MEZ (UTC+1) | Versuche: Strafversuch 21. Erhöhungen: López-Bontempo (4/4) 10., 42., 48., 52. | (10:7) Bericht | Versuche: Loganimasi 11. erh. Maqala 54. n.erh. Matavesi 58. erh. Nayacalevu 63. erh. Turagacoke 69. erh. Erhöhungen: Muntz (4/5) | Estadio José Zorrilla, Valladolid Zuschauer: 16.500 Schiedsrichter: Morné Ferreira (Südafrika) |

| 16. November 2024 15:10 WEZ (UTC±0) | Schottland | 59 : 21        | Portugal                                                                            | Murrayfield Stadium, Edinburgh Zuschauer: 61.027 Schiedsrichter: Takehito Namekawa (Japan) |
| 16. November 2024 15:10 WEZ (UTC±0) | Versuche: Hurd 3. n.erh. McDowall 11. erh. Strafversuch 26. Graham 33. erh. Bayliss 37. erh. Bhatti 43. n.erh. Reed (2) 58. erh., 61. erh. Dobie 72. erh. Erhöhungen: Hastings (5/7) Jordan (1/1) | (33:0) Bericht | Versuche: Begic 42. erh. Marques 54. erh. Storti 66. erh. Erhöhungen: Marques (3/3) | Murrayfield Stadium, Edinburgh Zuschauer: 61.027 Schiedsrichter: Takehito Namekawa (Japan) |

Anmerkung:
- Darcy Graham erzielte seinen 29. Versuch auf internationaler Ebene und egalisierte damit den von Duhan van der Merwe gehaltenen schottischen Rekord.[7]

| 16. November 2024 14:50 JST | Rumänien | 35 : 27         | Kanada | Stadionul Arcul de Triumf, Bukarest Schiedsrichter: Sam Grove-White (Schottland) |
| 16. November 2024 14:50 JST | Versuche: Manumua 31. n.erh. Chirică 33. erh. Neagu (2) 42. erh., 69. n.erh. Horvat 50. n.erh. Erhöhungen: Conache (2/4) Straftritte: Conache (2/2) 16., 22. | (18:13) Bericht | Versuche: Strafversuch 12. Rumball 48. erh. Parry 55. erh. Erhöhungen: Nelson (2/2) Straftritte: Nelson (2/2) 26., 37. | Stadionul Arcul de Triumf, Bukarest Schiedsrichter: Sam Grove-White (Schottland) |

| 16. November 2024 17:30 MEZ (UTC+1) | Vereinigte Staaten | 36 : 17        | Tonga                                                                                             | Chambéry Savoie Stadium, Chambéry Schiedsrichter: Hollie Davidson (Schottland) |
| 16. November 2024 17:30 MEZ (UTC+1) | Versuche: Besag 9. n.erh. Damm 19. erh. Iscaro 26. erh. de Haas 46. erh. MacGinty 54. erh. Erhöhungen: MacGinty (4/5) Straftritte: MacGinty (1/1) 71. | (19:8) Bericht | Versuche: Paea 5. erh. Faingaʻanuku 49. n.erh. Nginingini 65. n.erh. Erhöhungen: Pellegrini (1/2) | Chambéry Savoie Stadium, Chambéry Schiedsrichter: Hollie Davidson (Schottland) |

Anmerkung:
- Dies war der erste amerikanische Sieg über Tonga seit 1999.

| 16. November 2024 17:40 WEZ (UTC±0) | England | 20 : 29         | Südafrika | Twickenham Stadium, London Zuschauer: 81.910 Schiedsrichter: Andrew Brace (Irland) |
| 16. November 2024 17:40 WEZ (UTC±0) | Versuche: Sleightholme 3. erh. Underhill 25. erh. Erhöhungen: Smith (2/2) Straftritte: Smith (2/2) 15., 51. | (17:19) Bericht | Versuche: Williams 10. erh. du Toit 16. n.erh. Kolbe (2) 21. erh., 62. erh. Erhöhungen: Libbok (2/3) Pollard (1/2) Straftritte: Pollard (1/1) 58. | Twickenham Stadium, London Zuschauer: 81.910 Schiedsrichter: Andrew Brace (Irland) |

| 16. November 2024 21:10 MEZ (UTC+1) | Frankreich | 30 : 29         | Neuseeland | Stade de France, Saint-Denis Zuschauer: 80.000 Schiedsrichter: Nika Amaschukeli (Georgien) |
| 16. November 2024 21:10 MEZ (UTC+1) | Versuche: Buros 32. erh. Boudehent 43. erh. Bielle-Biarrey 50. erh. Erhöhungen: Ramos (3/3) Straftritte: Ramos (3/3) 6., 57., 72. | (10:19) Bericht | Versuche: Lakai 8. erh. Roigard 26. erh. Erhöhungen: B. Barrett (2/2) Straftritte: B. Barrett (1/1) McKenzie (4/4) 54., 61., 67., 74. | Stade de France, Saint-Denis Zuschauer: 80.000 Schiedsrichter: Nika Amaschukeli (Georgien) |

Anmerkungen:
- Frankreich errang erstmals seit 2009 die Dave Gallaher Trophy.
- Erstmals seit 1994/95 gewann Frankreich zum dritten Mal in Folge gegen Neuseeland.
- Patrick Tuipulotu bestritt sein 50. Test Match für Neuseeland.

| 17. November 2024 14:40 MEZ (UTC+1) | Italien                                                                                                 | 20 : 17        | Georgien | Stadio Luigi Ferraris, Genua Zuschauer: 14.771 Schiedsrichter: Ben O’Keeffe (Neuseeland) |
| 17. November 2024 14:40 MEZ (UTC+1) | Versuche: Strafversuch 53. Fusco 63. erh. Erhöhungen: Garbisi (1/1) Straftritte: Garbisi (2/2) 22., 31. | (6:17) Bericht | Versuche: Tabuzadse 23. erh. Lobschanidse 37. erh. Erhöhungen: Matkawa (2/2) Straftritte: Matkawa (1/1) 33. | Stadio Luigi Ferraris, Genua Zuschauer: 14.771 Schiedsrichter: Ben O’Keeffe (Neuseeland) |

| 17. November 2024 16:10 WEZ (UTC±0) | Wales | 20 : 52         | Australien | Millennium Stadium, Cardiff Zuschauer: 56.188 Schiedsrichter: James Doleman (Neuseeland) |
| 17. November 2024 16:10 WEZ (UTC±0) | Versuche: Wainwright 24. erh. Thomas 67. erh. Erhöhungen: Anscombe (1/1) Costelow (1/1) Straftritte: Costelow (2/2) 30., 33. | (13:19) Bericht | Versuche: Wright (3) 12. n.erh., 60. erh., 79. n.erh. Frost 15. erh. Faessler (3) 21. erh., 46. erh., 51. erh. Ikitau 74. erh. Erhöhungen: Lolesio (6/8) | Millennium Stadium, Cardiff Zuschauer: 56.188 Schiedsrichter: James Doleman (Neuseeland) |

Anmerkungen:
- Australien verteidigte die James Bevan Trophy.
- Dies war der höchste Sieg der Australier gegen die Waliser überhaupt (gemessen am Punktetotal).
- Wales erlitt die elfte Niederlage in Folge in einem Test Match, gleichbedeutend mit der längsten Niederlagenserie in der Geschichte des walisischen Rugbysports.[8]
- Sowohl Samu Kerevi als auch Rob Valetini bestritten ihr 50. Test Match für Australien.[9]

### Woche 5
| 22. November 2024 21:10 MEZ (UTC+1) | Frankreich | 37 : 23        | Argentinien                                                                                                 | Stade de France, Saint-Denis Zuschauer: 66.640 Schiedsrichter: Luke Pearce (England) |
| 22. November 2024 21:10 MEZ (UTC+1) | Versuche: Flament 8. erh. Villière 32. erh. Strafversuch 36. Bielle-Biarrey 57. erh. Erhöhungen: Ramos (3/3) Straftritte: Ramos (3/3) 15., 22., 40. | (30:9) Bericht | Versuche: Gallo 55. erh. Ruiz 69. erh. Erhöhungen: Albornoz (2/2) Straftritte: Albornoz (3/3) 14., 19., 25. | Stade de France, Saint-Denis Zuschauer: 66.640 Schiedsrichter: Luke Pearce (England) |

| 23. November 2024 12:45 MEZ (UTC+1) | Spanien | 23 : 26         | Vereinigte Staaten                                                                                         | Estadio Nacional Complutense, Madrid Schiedsrichter: Saba Abulaschwili (Georgien) |
| 23. November 2024 12:45 MEZ (UTC+1) | Versuche: Saleta 11. erh. Nieto 61. n.erh. Cian 69. n.erh. Erhöhungen: Vinuesa (1/3) Straftritte: Vinuesa (2/2) 17., 51. | (10:20) Bericht | Versuche: Augspurger 21. erh. Lopeti (2) 31. erh., 55. erh. O’Keeffe 45. n.erh. Erhöhungen: MacGinty (3/4) | Estadio Nacional Complutense, Madrid Schiedsrichter: Saba Abulaschwili (Georgien) |

| 23. November 2024 15:10 WEZ (UTC±0) | Irland | 52 : 17        | Fidschi                                                                                            | Aviva Stadium, Dublin Zuschauer: 51.700 Schiedsrichter: Hollie Davidson (Schottland) |
| 23. November 2024 15:10 WEZ (UTC±0) | Versuche: Doris 4. erh. van der Flier 14. erh. Casey 29. erh. Hansen (2) 40.+1 erh., 67. n.erh. Aki 46. erh. McCarthy 63. erh. Kelleher 78. n.erh. Erhöhungen: Prendergast (5/7) Casey (1/1) | (28:3) Bericht | Versuche: Salawa 54. erh. Turagacoke 65. erh. Erhöhungen: Muntz (2/2) Straftritte: Muntz (1/1) 17. | Aviva Stadium, Dublin Zuschauer: 51.700 Schiedsrichter: Hollie Davidson (Schottland) |

| 23. November 2024 18:00 OEZ (UTC+2) | Rumänien | 21 : 23         | Uruguay | Stadionul Arcul de Triumf, Bukarest Schiedsrichter: Adam Leal (England) |
| 23. November 2024 18:00 OEZ (UTC+2) | Versuche: Butnariu 18. erh. Sikuea 69. n.erh. Erhöhungen: Rupanu (1/2) Straftritte: Rupanu (3/4) 12., 30., 47. | (13:13) Bericht | Versuche: Mieres 9. erh. I. Álvarez 57. erh. Erhöhungen: S. Álvarez (2/2) Straftritte: S. Álvarez (3/4) 5., 14., 78. | Stadionul Arcul de Triumf, Bukarest Schiedsrichter: Adam Leal (England) |

| 23. November 2024 17:40 WEZ (UTC±0) | Wales                                                              | 12 : 45        | Südafrika | Millennium Stadium, Cardiff Zuschauer: 67.236 Schiedsrichter: Karl Dickson (England) |
| 23. November 2024 17:40 WEZ (UTC±0) | Versuche: Dyer 40. n.erh. Botham 79. erh. Erhöhungen: Thomas (1/1) | (5:26) Bericht | Versuche: Mostert 5. erh. Etzebeth 8. n.erh. Arendse 18. erh. Louw 33. erh. Fassi 53. n.erh. Steenekamp 61. erh. Hendrikse 75. erh. Erhöhungen: Hendrikse (5/7) | Millennium Stadium, Cardiff Zuschauer: 67.236 Schiedsrichter: Karl Dickson (England) |

Anmerkungen:
- Südafrika verteidigte den Prince William Cup.
- Mit dieser Niederlage blieb Wales erstmals seit 1937 in einem Kalenderjahr ohne Sieg. Nach Italien im Jahr 2020 ist Wales die zweite Mannschaft der ersten Stärkeklasse, die in der Profi-Ära alle Test Matches eines Kalenderjahres verloren hat.[10]

| 23. November 2024 18:00 WEZ (UTC±0) | Schottland A                                                                       | 19 : 17       | Chile | Edinburgh Rugby Stadium, Edinburgh Schiedsrichter: Gianluca Gnecchi (Italien) |
| 23. November 2024 18:00 WEZ (UTC±0) | Versuche: Reed 2. n.erh. Dodd 55. erh. Strafversuch 71. Erhöhungen: Thompson (1/2) | (5:7) Bericht | Versuche: Strabucchi 29. erh. N. Garafulic 80. erh. Erhöhungen: Videla (1/1) M. Garafulic (1/1) Straftritte: Videla (1/1) 56. | Edinburgh Rugby Stadium, Edinburgh Schiedsrichter: Gianluca Gnecchi (Italien) |

| 23. November 2024 21:10 MEZ (UTC+1) | Italien                                                             | 11 : 29        | Neuseeland | Juventus Stadium, Turin Zuschauer: 40.732 Schiedsrichter: Pierre Brousset (Frankreich) |
| 23. November 2024 21:10 MEZ (UTC+1) | Versuche: Menoncello 75. n.erh. Straftritte: Garbisi (2/2) 11., 15. | (6:17) Bericht | Versuche: Roigard 23. erh. Jordan 38. erh. Teleʻa 69. erh. B. Barrett 78. n.erh. Erhöhungen: B. Barrett (3/4) Straftritte: B. Barrett (1/1) 14. | Juventus Stadium, Turin Zuschauer: 40.732 Schiedsrichter: Pierre Brousset (Frankreich) |

| 24. November 2024 13:40 WEZ (UTC±0) | Schottland | 27 : 13       | Australien                                                                                | Murrayfield Stadium, Edinburgh Zuschauer: 67.144 Schiedsrichter: Chris Busby (Irland) |
| 24. November 2024 13:40 WEZ (UTC±0) | Versuche: Tuipulotu 32. erh. van der Merwe 51. erh. Bayliss 67. n.erh. Russell 71. n.erh. Erhöhungen: Russell (2/4) Straftritte: Russell (1/2) 43. | (7:3) Bericht | Versuche: Potter 75. erh. Erhöhungen: Donaldson (1/1) Straftritte: Lolesio (2/2) 22., 45. | Murrayfield Stadium, Edinburgh Zuschauer: 67.144 Schiedsrichter: Chris Busby (Irland) |

Anmerkungen:
- Schottland holte sich den Hopetoun Cup zurück.
- Mit diesem Sieg stellte Schottland einen neuen nationalen Rekord für die meisten Test-Match-Siege in einem Kalenderjahr auf (neun).
- Matt Fagerson bestritt sein 50. Test Match für Schottland.[11]
- Duhan van der Merwe erzielte seinen 30. Versuch für Schottland und holte sich damit die Bestmarke zurück.

| 24. November 2024 18:00 GST (UTC+4) | Georgien | 22 : 7        | Tonga                                               | Micheil-Meschi-Stadion, Tiflis Schiedsrichter: Jérémy Rozier (Frankreich) |
| 24. November 2024 18:00 GST (UTC+4) | Versuche: Todua 41. erh. Strafversuch 61. Tabuzadse 72. n.erh. Erhöhungen: Matkawa (1/2) Straftritte: Matkawa (1/1) 68. | (0:0) Bericht | Versuche: Ahokovi 80. erh. Erhöhungen: Havili (1/1) | Micheil-Meschi-Stadion, Tiflis Schiedsrichter: Jérémy Rozier (Frankreich) |

| 24. November 2024 16:10 WEZ (UTC±0) | England | 59 : 14        | Japan                                                                                | Twickenham Stadium, London Schiedsrichter: Craig Evans (Wales) |
| 24. November 2024 16:10 WEZ (UTC±0) | Versuche: Earl 8. erh. Underhill 13. erh. George (2) 22. erh., 30. erh. Sleightholme 36. erh. Furbank 53. n.erh. Cowan-Dickie (2) 59. n.erh., 64. erh. Roebuck 68. erh. Erhöhungen: Smith (7/9) | (35:7) Bericht | Versuche: Saitō 33. erh. Himeno 61. erh. Erhöhungen: Saitō (1/1) Matsunaga (1/1) 62. | Twickenham Stadium, London Schiedsrichter: Craig Evans (Wales) |

### Woche 6
| 30. November 2024 14:10 WEZ (UTC±0) | Irland | 22 : 19        | Australien                                                                                          | Aviva Stadium, Dublin Zuschauer: 51.700 Schiedsrichter: Andrea Piardi (Italien) |
| 30. November 2024 14:10 WEZ (UTC±0) | Versuche: van der Flier 22. n.erh. Doris 49. erh. McCarthy 72. erh. Erhöhungen: Prendergast (1/2) Crowley (1/1) Straftritte: Prendergast (1/1) 42. | (5:13) Bericht | Versuche: Jorgensen 18. erh. Erhöhungen: Lolesio (1/1) Straftritte: Lolesio (4/4) 9., 32., 54., 62. | Aviva Stadium, Dublin Zuschauer: 51.700 Schiedsrichter: Andrea Piardi (Italien) |

Anmerkungen:
- Cian Healy bestritt sein 134. Test Match und ist damit Irlands Rekordnationalspieler.
- Irland verteidigte den Lansdowne Cup.